# Cascade de Bois Bananes
La Cascade de Bois Bananes est une chute d'eau sur la rivière Bois Bananes en Guadeloupe.
Elle appartient administrativement à Lamentin.

## Description

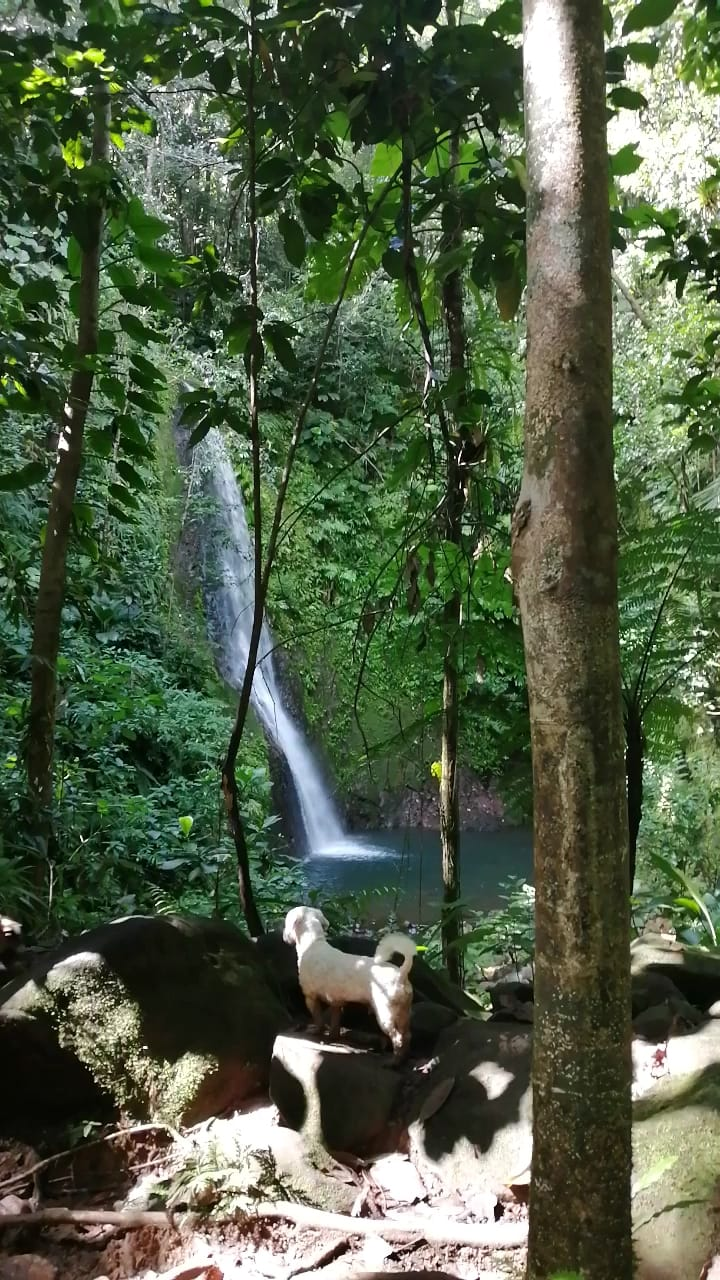
La Cascade de Bois Bananes et son plan d'eau

La cascade forme un bassin propice à la baignade. Elle est accessible par un chemin de randonnée à partir du lieu-dit Ravine Chaude.